# Bernardino Campi

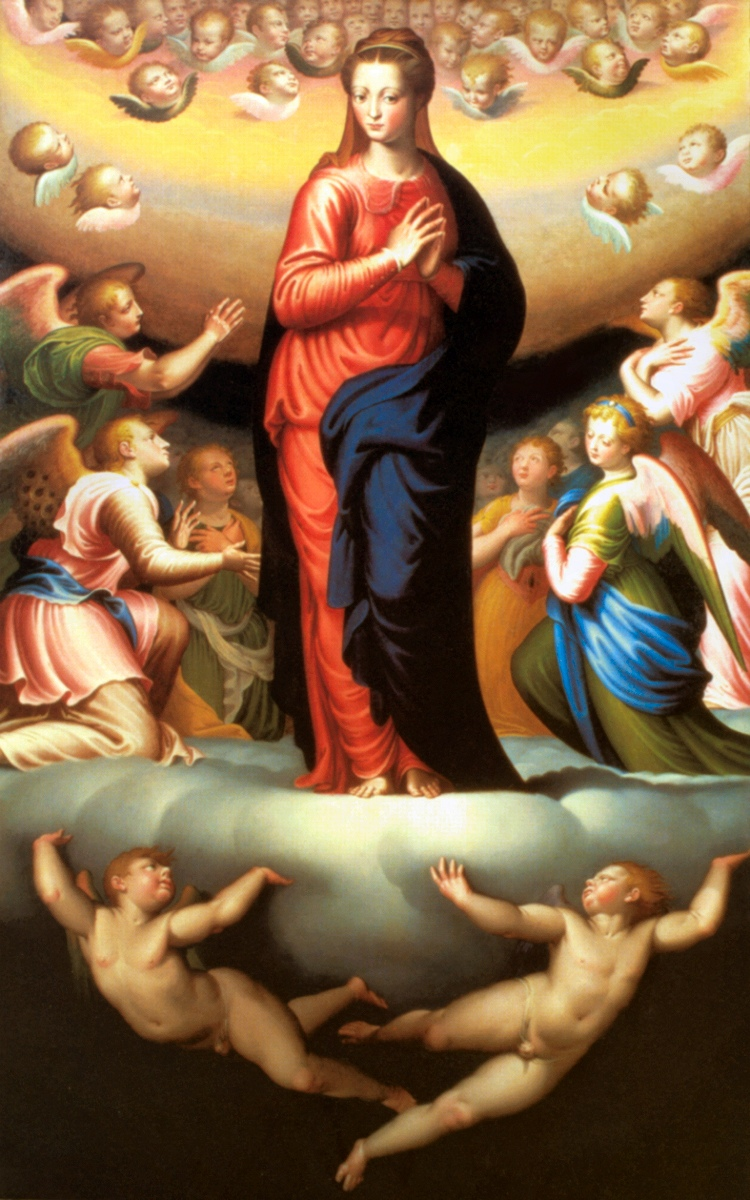
Målning av Bernardino Campi

Bernardino Campi, född 1522 i Cremona, död 1590, var en italiensk renässansmålare.
Campi arbetade mest för sin hemstad Cremona, men även för kyrkor i Milano. Campi var en produktiv, fantasifull men något kylig konstnär, som stod under inflytande av Giulio Romano och Correggio.